# Коуровка
Коу́ровка (рос. Коуровка) — селище у складі Первоуральського міського округу Свердловської області.
Населення — 315 осіб (2010, 448 у 2002).
Національний склад станом на 2002 рік: росіяни — 80 %.